# Рудковская, Елена Григорьевна
Еле́на Григо́рьевна Рудко́вская (бел. Алена Рыгораўна Рудкоўская; род. 21 апреля 1973 года, Гомель, БССР, СССР) — советская и белорусская пловчиха. Заслуженный мастер спорта СССР (1991).

## Биография
Родилась 21 апреля 1973 года в городе Гомеле. Окончила факультет физической культуры Гомельского государственного университета имени Франциска Скорины (1996).

## Карьера
Тренировалась у Алексея Красикова. Плаванием стала заниматься с 10 лет, но уже в 14 лет в 1987 году на юношеском первенстве СССР победила на дистанции 200 м брассом. В 1988 году стала серебряным призёром молодёжного чемпионата Европы на той же дистанции. В 1991 году на чемпионате Европы в Афинах выиграла три золотые медали — 100 м и 200 м брассом и в комбинированной эстафете. На Олимпиаде в Барселоне Рудковская победила на дистанции 100 м брассом (единственная победа пловцов Объединённой команды в женских дисциплинах), а в комбинированной эстафете в составе Объединённой команды завоевала бронзу.
На чемпионате Европы в Шеффилде в 1993 году Елена представляла уже независимую Беларусь, но смогла завоевать лишь бронзу на дистанции 100 м брассом.

## Награды и звания
- Елена Рудковская признавалась лучшей спортсменкой Беларуси в 1991 и 1992 годах[6].
- Стела с именем Е. Г. Рудковской на Аллее спортивной славы около Ледового дворца в Гомеле (15 сентября 2023 года)[7][8]